# バネッサ・サモラ
バネッサ・サモラ（Vanessa Zamora、1991年7月22日 - ）は、メキシコのバハ・カリフォルニア州ティフアナ出身のシンガーソングライター、ミュージシャン。
独特なインディーポップとフォークミュージックのブレンドで知られており、YouTubeなどのプラットフォームでカバーやオリジナル曲を共有し始め、彼女の独特な声と音楽スタイルで急速に認知されている。アコースティックギター、ピアノ、キーボード、ドラムなど複数の楽器を演奏している。

## 来歴

### 初期の人生と教育
音楽に興味を持つ家庭で育ち、彼女の音楽への興味を育む上で重要な役割を果たした。幼い頃からピアノを弾き始め、その後ギターを学んだ。彼女の初期の多様な音楽ジャンルへの露出は、インディーポップ、フォーク、オルタナティブミュージックの要素を組み合わせた彼女の折衷的なスタイルに影響を与えた。
ティフアナの地元の学校に通い、その後コミュニケーション学を専攻して高等教育を追求した。彼女はグアダラハラ自治大学を卒業し、コミュニケーションの学士号を取得し、学業の責任と音楽への情熱をバランスよく保った。彼女の教育は、後に音楽キャリアに活用するメディアとコミュニケーションのスキルを身につけるのに役立った。

### キャリアの始まり
音楽キャリアは、YouTubeにカバーやオリジナル曲を投稿し始めたことで本格化した。彼女の独特な声と心のこもったパフォーマンスはすぐにフォロワーを集め、地元の会場や音楽祭でのパフォーマンスの機会が得られた。彼女のオンラインプレゼンスは、彼女がより広い観客とつながるのを助け、彼女の将来の成功の舞台を整えた。

### デビューアルバム：「Hasta la Fantasía」
2014年、デビューアルバム「Hasta la Fantasía」がリリースされた。このアルバムは、アコースティックと電子音のミックスを特徴としており、愛、喪失、自己発見のテーマを探求する内省的な歌詞が含まれている。「Hasta la Fantasía」のリリースはザモラのキャリアにおける重要なマイルストーンとなり、批評家からの称賛と献身的なファンベースを獲得した。

### セカンドアルバム：「Tornaluna」
2018年にセカンドアルバム「Tornaluna」がリリースされた。このアルバムは、より実験的なサウンドと深い歌詞の内容で、彼女のアーティストとしての成長を引き続き示した。「Tornaluna」は批評家とファンの両方から好評を博し、現代ラテンアメリカ音楽シーンの主要な人物としての彼女の評判を確立した。

### サードアルバム：「Tornaluna pocket」
2019年にサードアルバム「Tornaluna pocket」がリリースされた。「Tornaluna pocket」も批評家とファンから好評を得た。

### フォースアルバム：「DAMALEONA」
2023年にフォースアルバム「DAMALEONA」がリリースされた。「DAMALEONA」の評価は概ね好意的で、批評家とリスナーはその革新的なサウンドと感情の深さを賞賛した。批評家は、ザモラが異なる音楽ジャンルをシームレスに融合させ、ユニークで魅力的なリスニング体験を作り出す能力を強調した。アルバムの制作品質も称賛され、複雑なアレンジと磨かれた音響が曲の全体的なインパクトを強化した。「Trascender」や「Morir Naciendo」などのトラックは、キャッチーなメロディーと内省的な歌詞でファンのお気に入りとなった。

### 音楽スタイルと影響
ザモラの音楽は、インディーポップ、フォーク、オルタナティブの要素を組み合わせたもので特徴付けられる。彼女の内省的な歌詞は、個人的で感情的なテーマにしばしば踏み込み、広い聴衆に共鳴した。彼女は、ラテンアメリカのフォークミュージック、クラシックロック、現代のインディーアーティストなど、さまざまな音楽的影響を挙げている。これらの影響を統一されたサウンドに融合させる彼女の能力は、彼女の音楽キャリアの特徴となっている。

### ライブパフォーマンスとツアー
キャリアを通じて、彼女はラテンアメリカやそれ以外の地域の多くの音楽祭や会場で演奏してきた。彼女のライブパフォーマンスは、その感情的な強度と音楽の多様性で知られている。彼女はアルバムをプロモートするために広範囲にわたってツアーを行い、魅力的なステージパフォーマンスを通じて観客と強いつながりを築いた。

### コラボレーションとサイドプロジェクト
彼女はさまざまなジャンルのアーティストとコラボレーションすることで、音楽の幅を広げてきた。彼女はラテンアメリカのミュージシャンと協力し、彼女のアーティストとしての多才さを示すプロジェクトに参加している。これらのコラボレーションは彼女の音楽を豊かにし、新しいオーディエンスに紹介した。

### 最近の活動 (2022年〜現在)
過去2年間で、彼女は引き続き革新し、彼女の音楽レパートリーを拡大している。2022年には、サイケデリックなサウンドと内省的な歌詞で好評を博したシングル「Psilocibina」をリリースした。また、メキシコやラテンアメリカ全土で成功したツアーを行い、Vive LatinoやLollapalooza Argentinaなどの主要なフェスティバルで演奏した。2023年には、バンドZoéの曲「Luna」での注目すべきフィーチャーを含む、いくつかの新しいプロジェクトでアーティストとコラボレーションした。2024年現在、新しいスタジオアルバムに取り組んでおり、2024年末にリリースが予定されている。

## 人物

### 私生活
彼女はは、比較的プライベートな生活を送ることで知られている。しかし、時折、彼女はソーシャルメディアを通じてファンに洞察や最新情報を共有している。彼女はしばしばメンタルヘルスと自己管理の重要性について語り、これらのテーマは彼女の音楽にも反映されている。

### ソーシャルメディアの存在
彼女はさまざまなソーシャルメディアプラットフォームで活躍しており、ファンと交流し、彼女の音楽や私生活に関する最新情報を共有している。Instagram、Twitter、YouTubeなどのプラットフォームでの存在感が、彼女が観客との親密なつながりを維持するのに役立っている。彼女はこれらのプラットフォームを使って作品を宣伝し、舞台裏のコンテンツを共有し、彼女が信じる事柄を支持している。

### フィランソロピーと擁護活動
音楽キャリアに加えて、彼女はさまざまな慈善活動にも関わっている。彼女はメンタルヘルスの意識向上の取り組みを支持し、女性の権利や環境の持続可能性を擁護している。しばしばチャリティーイベントに参加し、重要な社会問題についての認識を高めるために彼女のプラットフォームを利用している。

## ディスコグラフィー
- Hasta la Fantasía (2014)[18]
- Tornaluna (2018)[19]
- Tornaluna pocket (2019)[19]
- DAMALEONA (2023)

## フィルモグラフィー
音楽キャリアに加えて、彼女はビジュアルメディアプロジェクトにも関わっている。ミュージックビデオや短編映画に出演し、視覚的なストーリーテリングを通じて芸術的な表現を強化している。これらのプロジェクトは彼女の多才さと、さまざまなメディアを通じて観客とつながる能力を示している。

## 賞と認識
彼女は音楽への貢献により、いくつかの賞とノミネートを受けた。彼女の作品は批評家から高く評価され、忠実なファンベースを獲得した。彼女の革新的な音楽へのアプローチと彼女の仕事への献身は、業界の新進アーティストにインスピレーションを与え続けている。